# Eumetazoa
Eumetazoa (tiếng Hy Lạp: εὖ [eu], rõ + μετά [metá], sau + ζῷον [zóon], động vật) là một nhánh bao gồm tất cả các nhóm động vật lớn trừ Porifera, placozoa, và một vài nhóm khác hoặc các dạng đã tuyệt chủng như Dickinsonia. Đặc điểm của nhóm này là có các mô thực sự được sắp xếp thành các lớp màng phôi, và một phôi trải qua một giai đoạn gastrula. Nhánh này thường được cho là gồm ít nhất là Ctenophora, Cnidaria, và Bilateria. Trong khi đó mesozoa và placozoa vẫn còn đang tranh cãi.